# Sport à Meknès
L'histoire du sport à Meknès (Maroc) remonte à la présence militaire française dans cette ville avec l'équitation. Ce n'est qu'à partir du début des années 1920 que l'activité sportive civile se développe au travers de clubs sportifs adhérents aux ligues sportives établies au Maroc. Après l'indépendance en 1956, un club majeur apparaît : le Club omnisports de Meknès (CODM) qui regroupe plusieurs clubs préexistants est présidé par l'avocat Mohamed Belmahi.
De nos jours, la ville est dotée d'équipements sportifs pour la plupart situés du côté de la ville-nouvelle (Hamria), mais la ville dispose d'un golf installé entre les murailles du palais Dar El Makhzen, en pleine ville historique, et d'un hippodrome situé à côté des jardins de l’École d'Agriculture.
La principale activité sportive à Meknès est le football, mais l'équipe de sport collectif la plus titrée est l'équipe féminine de Handball du Club omnisports de Meknès, et Meknès est une des quatre étapes du Morocco Tennis Tour (circuit ATP Challenger).

## Histoire
La première structure sportive de Meknès a été un hippodrome, construit près de Dar Beida au début des années 1910.
Le club Meknès Sports fait partie des associations fondatrices de la Ligue d'Athlétisme du Maroc en 1922. Un second club, corporatif, existe à Meknès : les Cheminots Sports qui deviendra par la suite l‘Association Sportive du Tanger-Fès (ASTF).
La création de l'Union sportive de Meknès structure les activités en différentes sections comme le football (cette section deviendra plus tard le Club omnisports de Meknès), le rugby, le tir.
Une société de courses hippiques est créée à Meknès dans les locaux du Haras. L'escrime apparaît à Meknès en 1928, quelques années après la création de la Fédération d'Escrime du Maroc.
Dans les années 1930, sont aménagés dans la vallée de l'oued Boufekrane, entre la ville historique et la ville nouvelle, les piscines et les terrains de tennis. Un aéro-club a existé à Meknès entre 1929 et 1975, installé sur l'ancienne base aérienne, avec une activité de parachutisme à la fin des années 1960.
D'après la Fédération royale marocaine de judo et arts martiaux assimilés, le judo fait son apparition à Meknès en 1952.

## Équipements sportifs à Meknès
- Stades
  - Stade d'honneur de Meknès (trente mille places, football)
  - Stade du 20-Août (athlétisme)
  - stade municipal (près du Transatlantique)
  - stade des hirondelles (derrière le lycée Moulay Ismail)
  - stade du Tanger-Fès (près de la gare principale)
  - stade près des jardins de l’École d'Horticulture

- Complexes
  - Stade de tennis du Tennis Club de Meknès (dix courts, court central de 1 500 places)[4]
  - Complexe nautique du Club CODM (mille places)
  - Golf Royal de Meknès (comprend neuf trous)
  - hippodrome près de Zitoune
  - Académie du Club Équestre
  - Ludipark (karting)

- Salles couvertes
  - Salle Al Massira (basket-ball, handball, tennis de table)
  - Salle Sidi Baba (volley-ball)

## Disciplines sportives à Meknès

### Athlétisme
Les principaux clubs d'athlétisme de Meknès affiliés à la Fédération royale marocaine d'athlétisme sont:
- Club Achbal Ismailia Meknès Athlétisme (caima)
- Club Espoir Athletic Meknès (ceam)
- Club Jeunesse Ouislane d'Athlétisme (cjoa)
- Club omnisports de Meknès, section Athlétisme (codm)
- Rachad Club de Meknès (rcm)

### Basket-ball
Le principal club de basket à Meknès affilié à la Fédération royale marocaine de basket-ball est le Club omnisports de Meknès, section basket-Ball.
- Le CODM (section basket, hommes) est monté en première division du Championnat du Maroc de basket-ball en 2013.
- Le CODM (section basket, femmes) est le club marocain de basket le plus titré ; il a été quatorze fois champion du Maroc (1978, 1979, 1980, 1981, 1982, 1983, 1985, 1986, 1987, 1988, 1989, 1990, 1995, 2013) et a remporté sept fois la Coupe du trône (1985, 1986, 1988, 1989, 1990, 1994, 2013).

### Boxe
Les principaux clubs de boxe de Meknès affiliés à la Fédération royale marocaine de boxe sont :
- Mouloudia Meknès
- Club omnisports de Meknès
- Association Petit Dragon
- Association Sportive Rachad de Meknès

### Cyclisme
Les principaux clubs cyclistes de Meknès affiliés à la Fédération Royale Marocaine de Cyclisme sont :
- Association de cyclisme et de cyclotourisme de Boufekrane (ACCB)
- Club cycliste de Ain Sebaa (CCAS)
- Club omnisports de Meknès, section cyclisme
- Association des lions de l'Atlas de Tigriga (ALAT)
- Club Ismailia de cyclisme (CIC)

L'Association Sportive de Cyclisme Meknès (ASCM) organise chaque mois une sortie d'un jour à trois jours, dans différentes régions du Maroc pour visiter ville, village, barrage, rivière, montagne, monument historique, forêt, vallées.
Meknès était l'arrivée de la 5e étape et le départ de la 6e étape du Tour du Maroc 2013.

### Équitation
Les organismes de Meknès affiliés à la Fédération Royale Marocaine des Sports Équestres sont :
- Etrier de Meknès (Haras régional) [10]
- Farah (Sidi Mellah Dkhissa)

### Football
Le Club omnisports de Meknès (CODM) est le seul club qui représente la ville en Championnat Marocain. Vainqueur de la Coupe du Trône de football en 1966 puis finaliste en 1981 et 2011, il remporte le Championnat du Maroc de football en 1995, et parvient au quart de finale de la Coupe d'Afrique des nations en 1996. Monté en Botola 1 pour la saison 2011-2012, Le club redescend en Botola 2 (2e division) pour la saison 2013-2014.

### Handball
Fédération royale marocaine de handball
La section handball du Club omnisports de Meknès (CODM) est la section la plus titrée du club : trois fois champion du Maroc (1984, 2001, 2006) et trois fois vice-champion (2007, 2009, 2011) et neuf fois champion du Coupe du trône (1983, 1989, 1995, 1996, 1998, 2000, 2002, 2007, 2009) et finaliste en 2011.

### Judo
Le siège de ligue du Centre Sud de la Fédération royale marocaine de judo et arts martiaux assimilés est situé à Meknès.
Début du judo à Meknès: 1952 (d’après la Fédération royale marocaine de judo et arts martiaux assimilés)

### Karaté
Les clubs de karaté de Meknès affiliés à la Fédération Royale Marocaine de Karaté et Disciplines Associées sont:
- CLUB ESPOIR MEKNES
- NOUJOUM MEKNES
- ANSAR TOULAL
- CHAMPION MEKNES
- PALMARES MEKNES
- ESPACE RIZANA MEKNES
- OUSSOD MEKNES
- CHABAB MEKNES
- WISSAM WISSLAN
- AKHAWAYNE MEKNES
- S.I.K CODM
- ALISMAILIA MEKNES
- ESSADAKA MEKNES
- OUFOUK MEKNES

### Natation
La section Natation du Club omnisports de Meknès est active dans les 4 domaines couverts par la Fédération royale marocaine de natation (FRMN) : sport, polo, plongeon, libre.

### Tennis
Plusieurs clubs de tennis à Meknès sont affiliés à la Fédération royale marocaine de tennis:
- Association Dar Assaydali
- Club des pharmaciens de Meknès
- Club des Œuvres Sociales, des fonctionnaires de la Wilaya de Meknès
- Tennis Club de Meknès

Meknès reçoit une étape du Circuit international Mohammed VI et une étape du Morocco Tennis Tour (Atp Challenger). Le président du Club, Younes Lbaibi.

### Tennis de table
Le CODM réussit le doublé en 2013, en remportant le championnat et la coupe du trône.

### Tir à l'arc
Les clubs de Tir à l'arc de Meknès associés à la Fédération Royale Marocaine de Tir à l'Arc sont:
- Association Arc Doré de tir à l'arc
- Association Ismailia de tir à l'arc

### Volley-ball
Fédération royale marocaine de volley-ball
Le CODM (section volley) est trois fois vainqueur de la Coupe du trône (1995, 2006, 2010) ; le club remporte la super-coupe en 2011.

## Sportifs meknassis
- Fatima-Zahra El Allami joueuse de tennis, élue meilleure sportive marocaine 2009.
- Khalid Khannouchi athlète marocain puis américain, détenteur du record du monde au marathon en 1999 et 2002.
- Driss Maazouzi athlète marocain puis français, champion du monde du 1 500 m en salle en 2003.
- Brigitte Deydier ancienne judokate française, championne du monde en 1982, 1984 et 1986.
- François Milazzo ancien footballeur français de l'OGC Nice (champion de France 1956 et 1959) puis de l'Olympique de Marseille.
- Anne-Marie Mesmoudi athlète française spécialiste de la marche.
- Fouad Benamer (meknassi, de l'AS RACM de casa), pilote automobile.
- Abdeljalil Hadda ancien footballeur international marocain.
- Ahmed Masbahi ancien footballeur marocain né à Meknès mais ayant fait sa carrière au Kawkab de Marrakech.
- Roger Alleman ancien footballeur français au Montpellier PSC.
- Pierre Alonzo ancien footballeur et entraineur français.
- Philippe Berlin ancien footballeur français au Stade rennais.
- Raymond Camus ancien footballeur français, entraineur adjoint du Toulouse FC, entraineur au Mali.